# Hampole
Hampole – wieś w Anglii, w hrabstwie ceremonialnym South Yorkshire, w dystrykcie metropolitalnym Doncaster. Leży 28 km na północny wschód od miasta Sheffield i 243 km na północ od Londynu.